# Simptomatsko zdravljenje
Simptomatsko zdravljenje je, za razliko od vzročnega zdravljenja, zdravljenje simptomov, ne pa vzroka bolezni. Zmanjšajo pogostnost in resnost bolnikovih subjektivnih in objektivnih težav ter tako izboljšajo kakovost življenja. Četudi je na voljo vzročno zdravljenje določene bolezni, je pogosto pomembno tudi hkratno lajšanje simptomov s simptomatskim zdravljenjem; neredko bolniki prej opazijo učinek simptomatskega zdravljenja. V nekaterih primerih vzročno zdravljenje ni možno, saj zdravila za vzročno zdravljenje ne obstajajo (na primer pri alzheimerjevi bolezni), niso učinkovita ali pa jih bolnik ne more prenašati in v takih primerih preostane le simptomatsko zdravljenje.
Primeri simptomatskega zdravljenja:
- protibolečinska in protivročinska zdravila (npr. paracetamol) pri gripi;[5]
- peroralni antihistaminiki ali intranazalni  kortikosteroidi pri alergijskem konjunktivitisu;[6]
- metotreksat in številne druge učinkovine pri luskavici[7] ...